# Frederica Louise Wilhelmina av Oranien
Frederica Louise Wilhelmina av Oranien (Frederica Louise Wilhelmina von Oranje-Nassau), född 28 november 1770 i Haag, död 15 oktober 1819 i Amsterdam, var en kronprinsessa av Braunschweig-Wolfenbüttel. Hon var gift med kronprins Karl Georg av Braunschweig-Wolfenbüttel från 1790 till hans död 1806. Hon var dotter till Vilhelm V av Oranien och Vilhelmina av Preussen.
Fredericas äktenskap med Karl Georg arrangerades som en symbol av tacksamhet för hennes fars hjälp att slå ned upproret i Nederländerna 1787. Hennes man var utvecklingsstörd, och hon agerade skötare åt honom under deras barnlösa äktenskap. Hedvig Elisabet Charlotta av Holstein-Gottorp nämner henne i sin berömda dagbok vid sitt besök i Braunschweig år 1799, där Frederica beskrivs som charmerande, klok, älskvärd och söt och snäll mot sin man, som beskrivs som helt behärskad av henne.
År 1806 avled hennes man kort före hennes svärfar. Vid samma tid erövrades hertigdömet av Napoleon I. Frederica reste då till Schweiz och därifrån till sin förre makes familj i England. Hon återvände till Nederländerna 1814.